# Tit Balvenci
Tit Balvenci (en llatí Titus Balventius) era un centurió romà (primi pilii) del segle i, que va participar en la guerra amb els gals d'Ambiòrix, sota el comandament de Quint Tituri Sabí l'any 54 aC. Era centurió de la primera centúria quan, en un atac d'Ambiorix, va resultar greument ferit.